# Куракин, Григорий Семёнович
Князь Григорий Семёнович Куракин (ум. после 1682) — русский военный и государственный деятель, стольник, рында, воевода, наместник и боярин во времена правления Михаила Фёдоровича, Алексея Михайловича и Фёдора Алексеевича.
Из княжеского рода Куракины. Младший сын боярина князя Семёна Андреевича Куракина (ум. 1606) и Елены Васильевны Бахтеяровой-Ростовской. Братья — князья Василий (ум. 1623) и Фёдор (ум. 1656).

## Биография
В сентябре 1625 года на бракосочетании царя Михаила Фёдоровича с княжной Марией Владимировной Долгоруковой был восьмым в свадебном поезде. В 1627—1638 годах упоминается в чине стольника, обслуживал большой стол Государя, в крестинах царевен Марфы и Софьи Михайловн, упоминается на приёмах в Грановитой палате и.т.д. В 1635—1637 годах рында в белом платье при представлению Государю турецкого, польского и персидского послов, различных гонцов, выполнял также обязанности стольника. В 1637—1638 годах первый воевода в Вязьме. В 1639 году исполнял обязанности первого рынды. В 1641 году первый воевода в Веневе, для охранения от прихода крымцев и ногайцев. В 1643-1644 годах первый воевода в Тобольске, тоже в 1647-1648 годах — в Ливнах.
В 1643 году отправлен разбирать детей боярских в Тулу и ближайшие уезды. В январе 1648 года в бракосочетании царя Алексея Михайловича с Марией Ильиничной Милославской седьмой в свадебном поезде. В ноябре 1649 года, вновь разбирал дворян, детей боярских и новиков в Туле, давал им жалование. 8 ноября 1651 году пожалован в бояре. В 1652 году послан на воеводство в южную крепость Яблонов, где должен был руководить защитой южнорусских границ от набегов крымских татар. В своих отписках царю князь Г. С. Куракин сообщал о состоянии укреплений в разных пунктах, представлял свои соображения по вопросу об исправлении старых и строительстве новых укреплений, писал об затруднениях, которые возникали из-за нежелания местных помещиков исполнять необходимые работы и их самовольным отлучкам. В своих донесениях в Москву прилагал чертежи засек и других укреплений. В августе 1653 года приводил к присяге в верности Государю сибирского царевича Алгина Кучумова с детьми и касимовского царевича Сент-Бурхана Араслановича.
В 1653-1654 годах находился в Москве, где принимал участие во всех придворных торжествах и церемониях, оставался в столице для её охраны во время непродолжительных отлучек царя Алексея Михайловича.
В 1654 году встречал первым в сенях Грановитой палаты грузинского царевича Николая, был с ним за государевым столом, по поручению царя ездил к нему домой, неоднократно обедал с Государём, принял участие в Русско-польской войне 1654—1667 годов. Назначен первым товарищем (заместителем) боярина князя Алексея Никитича Трубецкого, командующего одной из русской армий. Участвовал во взятии Рославля, Мстиславля, Шклова и в разгроме литовского войска под командованием великого гетмана литовского Януша Радзивилла в битве под Шепелевичами.
В 1655 году во время второго похода царя Алексея Михайловича на Великое княжество Литовское оставлен в Москве для её охраны, в октябре пятый воевода при взятии Дубровны. В апреле 1656 года послан вторым воеводою в Брянск собирать ратных людей, и по сбору оных идти на Рославль и другие польские и литовские города, участвовал в переговорах с польско-литовскими послами, занимая второе место, ниже одного только князя А. Н. Трубецкого, а третьим был князь Ю. А. Долгоруков. В том же 1656 году назван ростовским наместником, получил награду от царя шубу атласную золотую, кубок и придачу к окладу сто семьдесят рублей, оставлен первым для охраны Москвы на время царского похода против шведского короля. В 1657 году сидел первым судьёю в Судно-Владимирском приказе, в марте оставлен первым для охраны столицы на время государева похода против польского короля.
3 февраля 1657 года назначен первым воеводой в Великий Новгород. 29 марта того же года он был «у руки» царя и выехал к месту назначения. 17 марта 1659 года царь Алексей Михайлович посылал к нему с милостивым словом, «спросить о здоровьи» и велел писаться псковским наместником, первым воеводою и первым судьёю в Новгородском разряде ведать ратными делами и пожаловал его за службу Государь своим знаменем. 27 февраля 1661 года был вызван в Москву, был на приёме у царя и оставался в столице первым во время продолжительного отсутствия царя. В 1658 году местничал с князем А. М. Солнцевым, в Боярской книге записан бояриным.
В 1662 году отправлен с полком в Белёв и Севск, где разгромил в бою при Прудках крупный крымскотатарский отряд, освободив 10 тысяч захваченных в плен селян и взяв в плен ширинского князя. Царь Алексей Михайлович в награду прислал к нему стольника Пушкина «приказал спросить его о здоровьи», с милостивым словом и жалованием. В этом же году прислан к нему князь Яков Васильевич Хилков с милостивым царским словом.
9 мая 1662 года назначен первым воеводой в Казань, где пробыл по 1667 год. Денежный оклад князя в этот момент был уже 660 рублей. 12 декабря 1662 года царь вновь спрашивал князя Г. С. Куракина «о здоровьи», а в 1666 году назначил ему ещё прибавку по 200 рублей ежегодно.
В 1668 году вызван в Москву и назначен первым воеводой в Севск. Выступив 28 мая, он вскоре одержал несколько побед в боях с казацкими отрядами, восставшими против царской власти. Одной из них была битва под Севском. Затем Куракин навлёк на себя неудовольствие царя Алексея Михайловича тем, что вопреки приказу идти на Нежин и Чернигов занялся продолжительной осадой Глухова. Сам же воевода князь оправдывал свою медлительность болезнью. На самом деле он заместничал с князем П. И. Хованским. Вскоре несколько удачных боёв с противником вернули ему расположение царя Алексея Михайловича.
В 1669 году в награду за свою службу получил торжественную аудиенцию у царя. Куракин и его товарищ представлялись царю в «ратном платье» и из уст царя выслушали благодарность, затем получили богатые дары. Князь Григорий Куракин получил ещё 200 рублей ежемесячной прибавки.
Позднее, не исполнял никаких поручений вне Москвы, жил в столице, участвуя во всех придворных церемониях. В августе 1671 года обедал с патриархом и Государём. В 1673-1675 годах постоянно оставался в Москве во время кратковременных отлучек царя. Так, 24 ноября 1674 года, царь Алексей Михайлович, выступая из Москвы в один из своих походов по монастырям, поручил попечению князя Г. С. Куракина своего духовника Андрея Саввиновича, поручив боярину охранять его от ареста со стороны патриарха.
18 июля 1675 года князь Григорий Семёнович Куракин был заменен в обязанности блюсти Москву в отсутствии царя боярином Петром Васильевичем Большим Шереметевым. Занимал среди бояр четвёртое место, затем выше его стал ещё князь Михаил Алегукович Чекасский.
При царе Фёдоре Алексеевиче получил титул наместника сибирского и псковского.
В 1682 году третий боярин в Боярской думе, подпись Григория Семёновича Куракина стоит на грамоте об отмене местничества от 12 января 1682 года.
В Российской родословной книге П. В. Долгорукова указана дата смерти князя Григория Семёновича — 1661 год, что не соответствует действительности.

## Семья
Женат трижды:
1-я жена — Мария Борисовна (ум. 30.Х.1660) — погребена в Чудовом монастыре.
2-я жена — Евдокия Фёдоровна,
3-я жена — Юлиана Ивановна.
Дети: Иван Григорьевич Куракин (ум. 1682) — боярин.